# Cosmopterix gielisorum
Cosmopterix gielisorum là một loài bướm đêm thuộc họ Cosmopterigidae. Nó được tìm thấy ở Ecuador.
Con trưởng thành được ghi nhận vào tháng 10. Cánh trước dài 4,8 mm. Loài này được đặt tên theo tiến sĩ Cees Gielis và vợ ông là Siska, Lexmond, Hà Lan, họ là những người sưu tập loài này.